# Tactical High Energy Laser

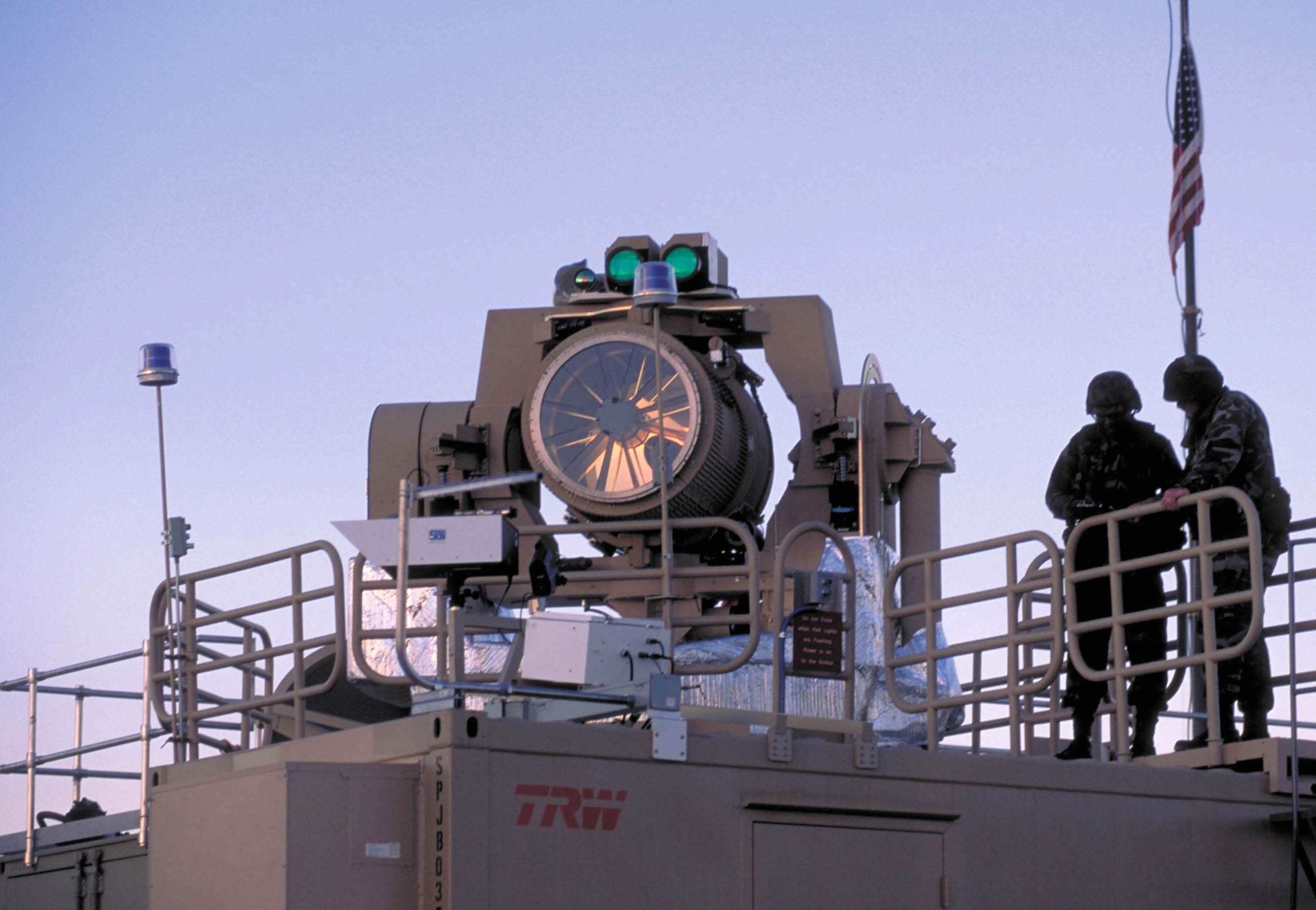
Advanced Concept Technology Demonstrator (ACTD) des THEL

Der Tactical High Energy Laser, kurz THEL (englisch für Taktischer Hochenergie-Laser) war ein Projekt für ein hochenergetisches Laser-Waffensystem, welches Komponenten der Laserstrahltechnik mit Sensorik und Ausrichtungstechnik zu einem aktiven Verteidigungssystem gegen Beschuss durch Artilleriewaffen verbinden sollte. Die Entwicklung wurde nach zehn Jahren eingestellt – mit der offiziellen Begründung, dass die Kosten zu hoch gewesen seien. Auch waren die Abschussquoten minimal und die Geräte zu groß und unbeweglich.

## Entwicklungsgeschichte
In den 1990er Jahren begannen die Vereinigten Staaten und Israel ein gemeinsames Projekt namens Nautilus, welches die Entwicklung eines Lasers zum Abschuss feindlicher Raketen zum Ziel hatte. 1996 wurde ein erfolgreicher Test durchgeführt. Am 18. Juli 1996 wurde deshalb eine Absichtserklärung zwischen der Regierung der Vereinigten Staaten und jener Israels unterzeichnet, in welcher als Ziel formuliert wurde, einen so genannten Advanced Concept Technology Demonstrator (ACTD) unter Verwendung eines chemisch gepumpten Lasers (Deuterium-Fluorid-Laser, engl. deuterium-fluoride chemical laser, DFCL) herzustellen. Das Interesse der USA bestand darin, Basen und Truppenkonzentrationen im Ausland vor Angriffen mit Artilleriewaffen zu schützen. Der Auftrag mit einem Volumen von 89 Millionen US-Dollar wurde an TRW vergeben.
Tests auf der White Sands Missile Range in New Mexico waren erfolgreich. So hat das System beispielsweise in mehreren Testläufen insgesamt 28 anfliegende Katjuscha-Raketen im Flug zerstört. Anlässlich weiterer Tests während der letzten Jahre gelang es, eingehende Artilleriegeschosse zu vernichten. Anfang Mai 2004 wurde eine größere, hochfliegende Rakete erfolgreich abgeschossen; eine Art von Ziel, für die der THEL eigentlich gar nicht ausgelegt war. Am 24. August 2004 gelang es, Mörsergranaten zu zerstören, welche erheblich kleiner und deshalb viel schwieriger zu orten sind. Trotz dieser Erfolge stellte die United States Army Ende 2004 die Finanzierung des Projektes mit dem Argument ein, das System sei für den Transport zu sperrig. Die Directed Energy Systems-Abteilung von Northrop Grumman, von dem TRW heute ein Teil ist, setzt die Entwicklung jedoch fort, um ein kleineres, mobiles System zu produzieren.
Anfang Mai 2005 kamen Gerüchte auf, dass der bestehende Prototyp nach Bagdad gebracht werden sollte, um die dortige Grüne Zone vor Angriffen der irakischen Rebellen mit Raketen und Mörsern zu schützen.

## Funktionsprinzip
Das THEL-System besteht hauptsächlich aus vier Teilen: dem eigentlichen Laser, einem Zielverfolgungssystem (pointer-tracker), einem Kontrollzentrum (command, control, communications and intelligence center, C3I) sowie einer Radareinheit (fire control radar).
Ein feindliches Geschoss wird durch das Radar entdeckt und erfasst, Position, Geschwindigkeit, Richtung usw. werden dem THEL-Hauptsystem mitgeteilt, welches mittels seiner Sensoren das Ziel optisch erfasst und verfolgt und eine Feinjustierung vornimmt. Der optimale Zeitpunkt zum Beschuss wird errechnet und im günstigsten Zeitpunkt das Geschoss durch einen Laserpuls bestrahlt und dadurch so stark erhitzt, dass es explodiert. Die Kosten pro Laserschuss werden mit 3000 US-Dollar angegeben, wobei jedes Mal giftiger Fluorwasserstoff in die Atmosphäre entweicht, da die benötigte hohe Energie durch einen chemischen Prozess gewonnen wird. Durch die Mengen an toxischen Chemikalien sowie seine Sperrigkeit ist das System nur bedingt in bewohntem Gebiet einsetzbar.

## MTHEL/Skyguard
Die Entwicklung des mobilen THEL hat zum Ziel, das System so weit zu verkleinern, dass es mittels eines C-130 Transportflugzeugs luftverfrachtbar ist. Dies erfordert eine starke Reduktion der Größe des heutigen ACTD. Am 12. Juli 2006 hat Northrop Grumman die Entwicklung eines auf dem THEL basierenden Systems namens Skyguard Laser Defense System bekannt gegeben. Es soll aufgrund zahlreicher technologischer Weiterentwicklungen noch leistungsfähiger als sein Vorgänger sein. Das durch Skyguard geschützte Gebiet soll einen Durchmesser von zehn Kilometern haben.

## Airborne Laser
Unter dem Namen Airborne Laser ist ein Waffensystem bekannt, welches von den US-Luftstreitkräften erprobt wurde. Hauptaufgabe dieses Waffensystems ist die Abwehr von Raketen mittels eines hochenergetischen Laserstrahls, welcher an Bord einer modifizierten Boeing 747-400F erzeugt wird.

## Einzelbelege
1. ↑  Defensetech.org: RAY GUN TWO STEP: LASERS TO IRAQ? (Memento vom 2. Januar 2009 im Internet Archive)
2. ↑   Archivlink (Memento vom 3. März 2007 im Internet Archive)